# 金田一少年の事件簿 (松本潤のテレビドラマ)
『金田一少年の事件簿』（きんだいちしょうねんのじけんぼ）は、同名漫画『金田一少年の事件簿』を原作とした日本のテレビドラマ。

## 概要
「21世紀の金田一少年」として、キャスト・スタッフともに一新された。
なお、鈴木杏は連続ドラマ第2シリーズにて別役で出演している。また、主演の松本潤は先代の堂本剛が主演した同局のドラマ『向井荒太の動物日記 〜愛犬ロシナンテの災難〜』の最終回のおまけシーンに金田一役のバトンタッチとして登場している。ビデオ・DVDのジャケットには制服姿(学ランとセーラー服)の一と美雪が写っているが、本編では不動高校のシーンがないため、制服姿の2人はほとんどない。
単発ドラマ「魔術列車殺人事件」、連続ドラマ第3シリーズ「金田一少年の事件簿」が制作された。

## 主要人物
金田一一（きんだいち はじめ）
演 - 松本潤（嵐）（少年期：落合扶樹）
不動高校2年生。
クールな性格であり、美雪を除く他者とは深く関わろうとせず、他のシリーズと違いスケベな面もない為、気になる女性に親しげに接する事はあるが原作ほど下心を見せたり、馴れ馴れしく近づこうとすることもない。
その一方でおかしな想像をする事がある。
七瀬美雪（ななせ みゆき）
演 - 鈴木杏
不動高校2年生。
甘えん坊で原作より幼い性格。他のドラマ版や原作と異なり、優等生という描写はない。一には明確な好意を見せて積極的に甘えているがごくまれにわがままを言い、一を振り回すこともあるので疎ましく思われることもある。
剣持勇（けんもち いさむ）
演 - 内藤剛志
警視庁警部。
初事件で一に関与して以来彼を信頼するようになる。他のシリーズと比べて原作に近い風貌と性格で体を張る機会が多い。「魔術列車殺人事件」では明智健悟の役割も兼ねての登場。
佐木竜太（さき りゅうた）
演 - 長谷川純（当時ジャニーズJr.）
不動高校1年生。ミステリー研究会所属。
内向的な性格。「露西亜人形殺人事件」では犬飼高志の代役として登場。
速水玲香（はやみ れいか）
演 - 酒井若菜
アイドル。はじめや美雪の小学校時代の同級生。
温和な性格をしており、原作のような美雪との対立はない。
高遠遙一（たかとお よういち）
演 - 藤井尚之（少年期：渋谷謙人）
「地獄の傀儡師」。幻想魔術団マネージャー → 遺産相続ゲーム参加者の助っ人。
原作では「速水玲香誘拐殺人事件」にも登場しているが、本作は「魔術列車殺人事件」「露西亜人形殺人事件」のみの登場。「魔術列車殺人事件」では根暗な印象だが、「露西亜人形殺人事件」では野性的な容姿に変わり猟奇的な面を見せた。
千堂恭子（せんどう きょうこ） / 百恵（ももえ）
演 - 山田優
ミステリー研究会所属。
聖子（せいこ）
演 - 神崎詩織
ミステリー研究会所属。
ワラガイ刑事
演 - ふかわりょう
剣持警部の部下。「幽霊客船殺人事件」では中村一郎（ナカムラ・イチロウ）の代役として登場。

## 魔術列車殺人事件（単発ドラマ）
日本テレビ系で2001年3月25日、21:00 - 22:54に放送。

### ゲスト
ジェントル山神（ジェントルやまがみ）
演 - Mr.マリック
幻想魔術団団長。通称：ファイアーマジックの紳士。本名は山神文雄。
演じたMr.マリック自身が当ドラマでのマジック監修を行った。
ノーブル由良間（ノーブルゆらま）
演 - 村井克行
幻想魔術団のマジシャン。通称：スタンダップマジックの貴公子。
ピエロ左近寺（ピエロさこんじ）
演 - 井上順
幻想魔術団のマジシャン。通称：カードマジックの道化師。
チャネラー桜庭（チャネラーさくらば）
演 - 片桐仁（ラーメンズ）
幻想魔術団のマジシャン。通称：サイコマジックの霊媒師。
マーメイド夕海（マーメイドゆみ）
演 - 井上晴美
幻想魔術団のマジシャン。通称：ウォーターマジックの人魚姫。本名は山神夕海。
残間 さとみ（ざんま さとみ）
演 - 山田まりや
幻想魔術団の見習いマジシャン。美雪の従姉妹。
長崎巧四郎（ながさき こうしろう）
演 - 秋野太作
ホテルのオーナー。
近宮玲子（ちかみや れいこ）
演 - 金久美子
マジシャン。
故人。幻想魔術団の前身とも言える近宮魔術団を率いていたが、不可解な転落事故で命を落とす。原作に比べて傲慢な面が強調されている。
事件に関わったある人物とつながりがある。
一の母
演 - 室井滋（特別出演）
マジック番組の司会者
演 - 藤井恒久（日本テレビアナウンサー）

## 連続ドラマ（第3シリーズ）
日本テレビ系で2001年7月14日 - 9月15日、毎週土曜21:00 - 21:54に放送された。平均視聴率13.7%（クール5位）。
ラストははじめと美雪が手をつないで帰り道を歩くシーンで、明確な完結の描写はない。毎回エンディングの最初に「to be continued」と表示されるのだが、最終話のみ「What is your justice?」という同話の内容を反映した文に変更されている。
本作においては、原作では犯人が死亡する結末のケースの事件も逮捕される結末に変更され、犯人が死亡するケースは一つも描かれなかった。

### ゲスト

#### 幽霊客船殺人事件
鷹守郷三（たかもり ごうぞう）
演 - 団時朗
船長。
若王子幹彦（わかおうじ みきひこ）
演 - 伊武雅刀
一等航海士。
水崎丈次（みずさき じょうじ）
演 - 石原良純
二等航海士。
加納達也（かのう たつや）
演 - KORN
三等航海士。
香取洋子（かとり ようこ）
演 - 雛形あきこ
雑用係。
大槻健太郎（おおつき けんたろう）
演 - いかりや長介
機関長。
大沢貴志（おおさわ たかし）
演 - 伊藤高史
乗船客。フリーター。
赤井義和（あかい よしかず）
演 - 大隈いちろう
乗船客。怪奇写真家。
鹿島伸吾（かしま しんご）
演 - 森次晃嗣
竜王丸船長。
剣持和枝（けんもち かずえ）
演 - 笛吹雅子（日本テレビアナウンサー）
剣持警部の妻。

#### 仏蘭西銀貨殺人事件
高森ますみ（たかもり ますみ）
演 - 吹石一恵
「サロンキミサワ」専属モデル。一と美雪の幼なじみ。
君沢ユリエ（きみさわ ユリエ）
演 - 白川由美
「サロンキミサワ」社長。
鳥丸奈緒子（とりまる なおこ）
演 - 高橋理奈
「サロンキミサワ」チーフデザイナー。
犬飼要介（いぬかい ようすけ）
演 - 大澄賢也
「サロンキミサワ」副社長。
中山小夜子（なかやま さよこ）
演 - 赤坂七恵
「サロンキミサワ」アシスタントデザイナー。
六条光彦（ろくじょう みつひこ）
演 - ドン小西
「六条ブライダル」社長。
スージー星河（スージー ほしかわ）
演 - 椎名英姫
「六条ブライダル」専属モデル。
弓削透（ゆげ とおる）
演 - 甲本雅裕
ホテル「仏蘭西館」マネージャー。

#### 黒死蝶殺人事件
斑目紫紋（まだらめ しもん）
演 - ムッシュかまやつ
斑目家当主。蝶の研究家。
斑目緑（まだらめ みどり）
演 - 小柳ルミ子
紫紋の妻。
斑目るり（まだらめ るり）
演 - 柳英里紗
斑目家の次女。
斑目揚羽（まだらめ あげは）
演 - 成宮寛貴
斑目家の長男。
斑目舘羽（まだらめ たては）
演 - 山口佳奈子
斑目家の長女。
小野寺将之（おのでら まさゆき） / 須賀徹（すが とおる）
演 - 本宮泰風
紫紋の助手。
六波羅舞子（ろくはら まいこ）
演 - 佐藤仁美
カメラマン。
山野勝巳（やまの かつみ）
演 - 石田太郎
大学教授。
刈谷竹蔵（かりや たけぞう）
演 - 南州太郎
斑目家の使用人。
猪川将佐（いのかわ まさすけ）
演 - 高杉亘
神奈川県警警部。ある人物を犯人だと思い込み執拗に追跡する。
須賀実（すが みのる）
演 - 舞の海秀平
故人。緑の婚約者だったが、結婚を目前に自殺する。

#### 速水玲香誘拐殺人事件
原作での怪人名は「道化人形」だったが、本作では高遠が登場しないこともあって怪人名が「影法師」に変更された。
鏑木葉子（かぶらぎ ようこ）
演 - 浅香光代
玲香の所属事務所「鏑木プロダクション」社長。金に執着する人物だが、原作よりは人間性が改善されている。
安岡保之（やすおか やすゆき）
演 - 岩本恭生
玲香のマネージャー。鏑木社長の甥。
安岡真奈美（やすおか まなみ）
演 - 有森也実
安岡の妻。原作と違い、三田村圭子のマネージャーを務めるほか、安岡との間に娘がいる。
三田村圭子（みたむら けいこ）
演 - いしだあゆみ
鏑木プロ所属の女優。
- 特別出演 - 水野晴郎、松村邦洋、中山秀征、麻木久仁子

#### 魔犬の森の殺人
萬屋透（よろずや とおる）
演 - スマイリーキクチ
医大生。
参道麻衣（さんどう まい）
演 - 三浦早苗
医大生。
百田梅男（ももた うめお）
演 - 田口浩正
医大生。
渡辺鐘（わたなべ あつむ）
演 - 岡本光太郎
医大生。
五十嵐郁登（いがらし いくと）
演 - 丹直樹
後輩の医大生。
二ノ宮朋子（にのみや ともこ）
演 - 綾瀬はるか
後輩の医大生。
- 特別出演 - パパイヤ鈴木とおやじダンサーズ

#### 露西亜人形殺人事件
山之内恒聖（やまのうち こうせい）
演 - 黒沢年雄
ミステリー作家。佐木の元隣人。
故人。生前に遺した莫大な遺産を賭けたゲームを主催する。
神明忠治（じんめい ただはる）
演 - そのまんま東
遺産相続の候補者。ミステリー評論家。
梅園薫（うめぞの かおる）
演 - 片桐はいり
遺産相続の候補者。ミステリー作家。
宝田光二（たからだ こうじ）
演 - 黒部進
遺産相続の候補者。編集者。
幽月来夢（ゆづき らいむ）
演 - 山咲千里
遺産相続の候補者。挿絵画家。
田代富士夫（たしろ ふじお）
演 - 宍戸錠
山之内家の執事。有頭大介の役割を兼ねての登場。
桐江想子（きりえ そうこ）
演 - 橘実里
山之内家のメイド。
桐江純一郎（きりえ じゅんいちろう）
演 - ラサール石井
想子の父親。
- 特別出演 - 五木ひろし、Mr.オクレ

## スタッフ
- 原作 - 天樹征丸、金成陽三郎 / 漫画 - さとうふみや『金田一少年の事件簿』
- 脚本 - 小原信治、大石哲也、山崎淳也、浪江裕史、平田研也
- 音楽 - 土井宏紀
- 演出 - 下山天、佐藤東弥、長沼誠、南雲聖一
- 主題歌 - 嵐「時代」（ポニーキャニオン）
- 選曲 - 仲西匡
- アクションディレクター - 多賀谷渉
- CG - Motor/lieZ
- 技術協力 - NTV映像センター、池田屋
- 美術協力 - 日本テレビアート
- 編集・MA - 映広
- 企画担当 - 佐藤敦
- チーフプロデューサー - 増田一穂
- プロデューサー - 角田朋子、内山雅博
- 協力プロデューサー - 櫨山裕子
- 制作協力 - オフィスクレッシェンド

## 放送日程
| 放送回                                                     | 放送日        | サブタイトル              | 脚本     | 演出     | 視聴率 |
| ---------------------------------------------------------- | ------------- | ------------------------- | -------- | -------- | ------ |
| SP                                                         | 2001年3月25日 | 魔術列車殺人事件          | 小原信治 | 下山天   | 18.1%  |
| 第3シリーズ                                                |               |                           |          |          |        |
| 1                                                          | 2001年7月14日 | 幽霊客船殺人事件          | 小原信治 | 下山天   | 16.2%  |
| 2                                                          | 7月21日       | 幽霊客船殺人事件 完結編   | 小原信治 | 下山天   | 14.4%  |
| 3                                                          | 7月28日       | 仏蘭西銀貨殺人事件        | 大石哲也 | 長沼誠   | 13.3%  |
| 4                                                          | 8月04日       | 黒死蝶殺人事件            | 山崎淳也 | 佐藤東弥 | 12.4%  |
| 5                                                          | 8月11日       | 黒死蝶殺人事件 完結編     | 山崎淳也 | 佐藤東弥 | 14.1%  |
| 6                                                          | 8月25日       | 速水玲香誘拐殺人事件      | 浪江裕史 | 下山天   | 14.4%  |
| 7                                                          | 9月01日       | 魔犬の森の殺人            | 平田研也 | 南雲聖一 | 09.3%  |
| 8                                                          | 9月08日       | 露西亜人形殺人事件        | 小原信治 | 下山天   | 12.9%  |
| 9                                                          | 9月15日       | 露西亜人形殺人事件 完結編 | 小原信治 | 下山天   | 16.5%  |
| 平均視聴率 13.7%（視聴率は関東地区・ビデオリサーチ社調べ） |               |                           |          |          |        |

## 受賞歴
- third season（2001年7月 - 9月）
  - 第30回ザテレビジョンドラマアカデミー賞
    - 主題歌賞 嵐『時代』[1][2]

## 映像ソフト
バップより映像ソフトが発売され、VHSとDVD（VHSは現在廃盤）がリリースされた。
| 商品名                                 | 収録内容                                               |
| -------------------------------------- | ------------------------------------------------------ |
| 金田一少年の事件簿 魔術列車殺人事件    | 魔術列車殺人事件                                       |
| 金田一少年の事件簿（新シリーズ） VOL.1 | 幽霊客船殺人事件（第1話 - 第2話）                      |
| 金田一少年の事件簿（新シリーズ） VOL.2 | 仏蘭西銀貨殺人事件（第3話）                            |
| 金田一少年の事件簿（新シリーズ） VOL.3 | 黒死蝶殺人事件（第4話 - 第5話）                        |
| 金田一少年の事件簿（新シリーズ） VOL.4 | 速水玲香誘拐殺人事件（第6話）、魔犬の森の殺人（第7話） |
| 金田一少年の事件簿（新シリーズ） VOL.5 | 露西亜人形殺人事件（第8話 - 第9話）                    |

## オリジナル・サウンドトラック
- 金田一少年の事件簿 サウンドトラック / 土井宏紀（2001年9月5日）